# Enrico Ruggeri
Enrico Ruggeri (ur. 5 czerwca 1957 w Mediolanie) – włoski wokalista, kompozytor i prezenter telewizyjny, dwukrotny zwycięzca Festiwalu Piosenki Włoskiej w San Remo: w 1987 roku, wspólnie z Umbertem Tozzim i Giannim Morandim, z piosenką „Si può dare di più” i w 1993 roku (samodzielnie) z piosenką „Mistero”. Reprezentant Włoch podczas 38. Konkursu Piosenki Eurowizji w 1993 roku z utworem „Sole d'Europa”.

## Biografia i kariera artystyczna

### Edukacja
Enrico Ruggeri poszedł do szkoły, gdy miał pięć lat. Szybko przyswajał sobie wiedzę. Ojciec nauczył go języka angielskiego. Później uczęszczał do renomowanego liceum Berchet, w którym zdobywał swoje pierwsze doświadczenia muzyczne grając w różnych szkolnych zespołach.

### Lata 70.
W 1973 roku założył swoją pierwszą grupę, Jozafat, która zadebiutowała w mediolańskim Teatro San Fedele wykonując utwory klasyki rockowej lat 60.. Wkrótce, wraz z Silvio Cappecią artysta stworzył nowy projekt o nazwie Champagne Molotov, komponując swe pierwsze oryginalne piosenki w 1975 roku. Dwa lata później, głównie pod wpływem punk rocka, nazwa grupy została zmieniona na Decibel, a jej styl stał bardziej agresywny. Grupa nagrała album Punk. W latach 1977–1980 Decibel występował jako support takich zespołów jak: Heartbreakers, XTC i Adam and the Ants. W 1979 zespół wydał album Vivo da Re. W 1980 roku wziął udział w Festiwalu w San Remo z piosenką „Contessa”.

### Lata 80.
W 1981 Enrico Ruggeri rozstał się z zespołem i nagrał swój pierwszy solowy album, Champagne Molotov. Znalazło się na nim 12 utworów, które sam skomponował i zaaranżował. Wystąpił w nich również jako instrumentalista, grając w poszczególnych utworach na gitarze, gitarze basowej, instrumentach perkusyjnych lub śpiewając w chórkach. W nagraniach towarzyszył mu zespół w składzie: Silvano Bolzoni – perkusja, Roberto Rossi – instrumenty klawiszowe, Luigi Schiavone – gitara, gitara basowa, instrumenty klawiszowe, śpiew w chórkach, Daniela – śpiew w chórkach. Debiut okazał się jednak komercyjnym fiaskiem. Pewien sukces przyniosły mu dopiero piosenka „Polvere” i album pod tym samym tytułem, wydany w 1983 roku. W tym samym roku Ruggeri porzucił punk, co zadeklarował otwarcie w piosence „Punk (prima di te)”. Wydał album Polvere. Zaczął pisać utwory dla takich wykonawców jak: Loredana Bertè, Anna Oxa, Gianni Morandi, Fiorella Mannoia, Mia Martini, Pooh, Riccardo Cocciante i Mina.
W roku 1984 ponownie wystąpił na Festiwalu w San Remo, tym razem z utworem „Nuovo swing”, stanowiącym wyrafinowany mariaż muzyki elektronicznej i tradycyjnej. 21 marca tego samego roku zadebiutował Nazionale Italiana Cantanti (sam jest sportowcem i kibicem Interu Mediolan).
W połowie lat 80. ożenił się z Laurą Ferrato, studentką filozofii na Uniwersytecie w Mediolanie.
Na Festiwalu w San Remo w 1986 roku otrzymał nagrodę krytyki za utwór „Rien ne va plus”. W roku następnym wygrał Festiwal prezentując wspólnie z Giannim Morandim i Umbertem Tozzim piosenkę „Si può dare di più”. Ich wspólny sukces obejrzało 19 milionów telewidzów. Piosenka, skomponowana przez Giancarla Bigazziego, Umberta Tozziego i Raffaele Riefoli, w lutym tego samego roku weszła na 1. miejsce włoskiej listy przebojów, natomiast na liście najlepiej sprzedawanych singli roku 1987 zajęła 6. miejsce. W tym samym roku wydał podwójny album koncertowy Vai Rrouge. W 1988 roku napisał dwie piosenki do ścieżki dźwiękowej filmu I giorni randagi Filippa Ottoniego. Wkrótce po tym wydał album La parola ai testimoni.
24 marza 1990 roku urodził mu się syn, Pier Enrico. Dwa miesiące później wydał album Il falco e il gabbiano, zwiastujący jego powrót do rocka.

### Lata 90.
W 1993 roku Enrico Ruggeri wygrał Festiwal w San Remo samodzielnie z piosenką „Mistero”, będącą pierwszym utwórem rockowym, który wygrał na tym festiwalu. Piosenka znalazła się na albumie La giostra della memoria, zawierającym jego największe przeboje. Po jego wydaniu wyruszył w promocyjną trasę koncertową.
W tym samym roku reprezentował Włochy w Konkursie Piosenki Eurowizji z utworem „Sole d'Europa”, który zdobył 45 punktów zajmując 12. miejsce.
6 lutego 1996 roku świętował 3 miliony sprzedanych albumów. Wystąpił na Festiwalu w San Remo z piosenką „L'amore è un attimo”; wydał album Fango e stelle.
W 1997 roku wydał album Domani è un altro giorno (pierwszy, jaki się ukazał pod szyldem wytwórni PDU), który stał się podwójną platynową płytą.
W 1999 wydał album L'isola dei tesori, na którym przedstawił wybrane interpretacje swoich utworów skomponowanych dla innych wykonawców.
W 2000 roku ukazał się jego album L'uomo che vola, pierwszy zrealizowany dla wytwórni Columbia/Sony Music.

### XXI wiek

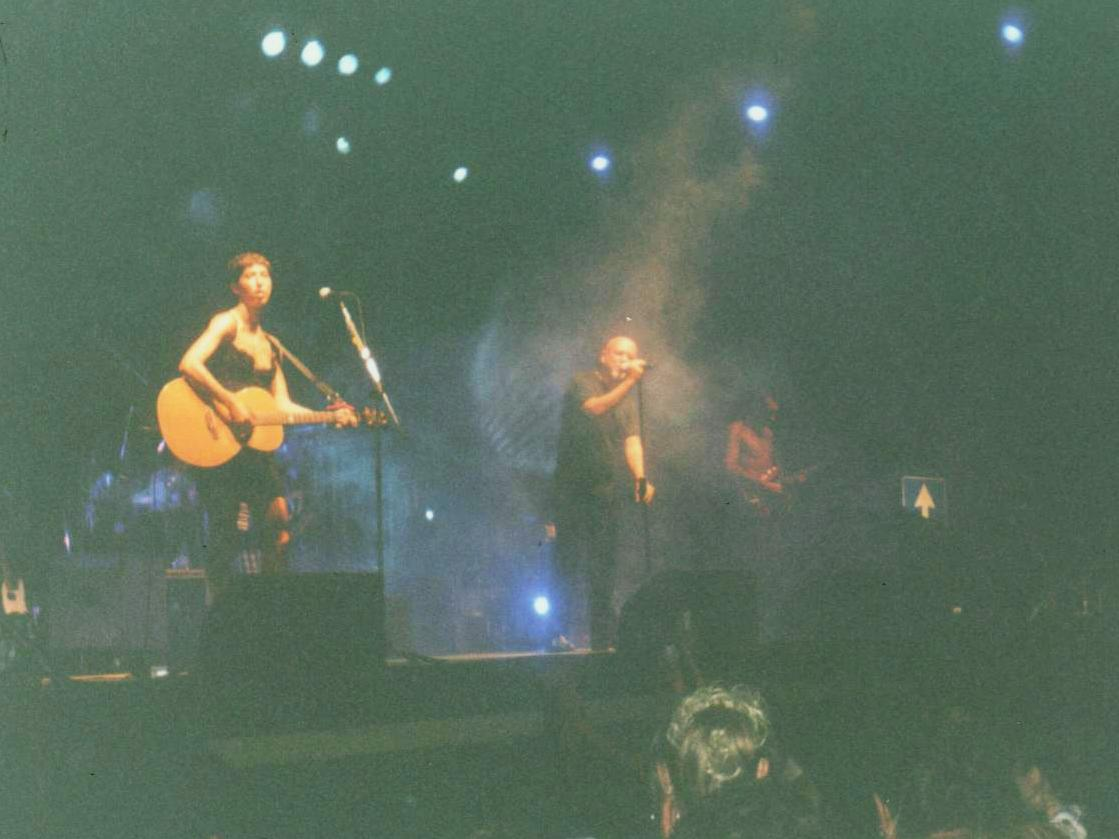
Andrea Mirò, Enrico Ruggeri i Luigi Schiavone podczas koncertu w Petritoli (17 sierpnia 2003)

W 2001 roku ukazał się podwójny album CD La Vie En Rouge, będący kompilacją jego nagrań koncertowych.
W 2002 roku wystąpił na Festiwalu w San Remo z piosenką „Primavera a Sarajevo”, która zajęła 5. miejsce. Piosenka ukazała się na singlu CD, wraz z „La vie en rouge” w wersji live.
W 2003 roku ponownie uczestniczył w Festiwalu w San Remo, tym razem w parze ze swą nową partnerką życiową Andreą Mirò; oboje zaprezentowali utwór „Nessuno tocchi Caino”, poświęcony problemowi kary śmierci, sklasyfikowany ostatecznie na 4 pozycji. We wrześniu tego samego roku wydał album Gli occhi del musicista.
W 2004 roku ukazał się album Punk prima di te, będący powrotem artysty do korzeni. Głównym inspiratorem projektu był jego syn, Pier Enrico. Na wydawnictwie znalazło się 14 utworów, z których 7 było nowymi interpretacjami jego utworów z końca lat 70., a pozostałe 7 – coverami pochodzących z tego samego okresu utworów takich artystów jak: David Bowie, Sex Pistols, Lou Reed, The Clash i Ramones.
Pod koniec września 2005 roku wyszedł kolejny album artysty, Amore e guerra, tym jako podwójne wydawnictwo, CD+DVD. Pod koniec roku zgodził się na prowadzenie eksperymentalnego programu telewizyjnego Il Bivio, emitowanego przez kanał Italia 1.

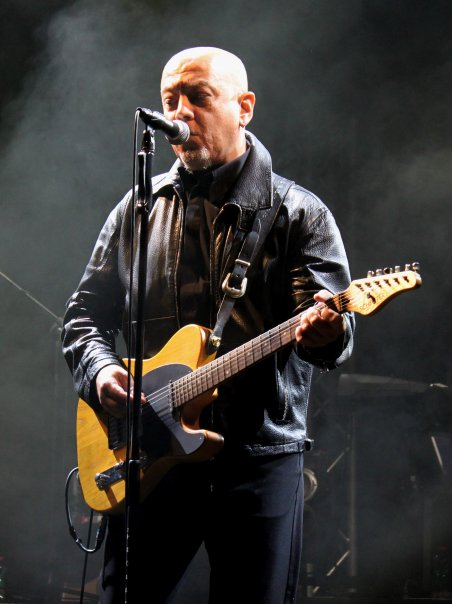
Enrico Ruggeri podczas koncertu (2010)

W następnych latach ukazywały się jego kolejne albumy: w 2006 roku kompilacja Cuore muscoli e cervello, w grudniu 2007 – album studyjny Il regalo di natale, zawierający kolędy opracowane w konwencji rockowej, w 2008 – album koncepcyjny o charakterze autobiograficznym, zatytułowany Rock Show, a w 2009 – potrójna kompilacja All in.
W 2010 roku wziął udział w Festiwalu w San Remo prezentując utwór „La notte delle fate”. Następnie wydał nowy album zatytułowany La ruota. Wszedł w skład jury programu telewizyjnego X Factor.
W 2011 roku wydawnictwo Kowalski opublikowało jego powieść Che giorno sarà.
Na początku 2012 roku ukazała się jego kolejna powieść, Non si può morire la notte di Natale (wydawnictwo Baldini Castoldi Dalai) oraz album Le canzoni ai testimoni, podsumowujący 30 lat jego kariery artystycznej; do interpretacji swych najbardziej znanych utworów Ruggeri zaprosił wybitnych włoskich artystów.
W marcu 2013 roku okazał się jego singiel „Diverso dagli altri”, zapowiadający album koncepcyjny Frankenstein, oparty na powieści Mary Shelley pod tym samym tytułem.
W marcu 2014 roku wydał album FRANKENSTEIN 2.0, na którym przedstawił nowe, elektroniczne wersje piosenek z poprzedniego albumu, uzupełnione czterema nagraniami premierowymi (w tym utworem „L’onda”).
W 2015 roku wziął wystąpił na Festiwalu w San Remo prezentując podczas gali finałowej piosenkę „Tre Signori”, poświęconą Giorgio Gaberowi, Enzo Jannacciemu i Giorgio Falettiemu. Utwór znalazł się później na podwójnym albumie Pezzi di vita.
W 2016 roku na festiwalu San Remo zaprezentował piosenkę "Il primo amore non si scorda mai", uzyskując czwartą lokatę. Piosenka znalazła się na kolejnym podwójnym albumie artysty, zatytułowanym "Un viaggio Incredibile".
Kolejne lata to powrót do grupy Decibel, z którą wydał albumy "Noblesse Oblige" (2017) oraz "L'anticristo" (2018) i wystąpił na 68. edycji festiwalu San Remo (z piosenką "Lettera dal Duca", poświęconą pamięci Davida Bowie).

## Dyskografia
Enrico Ruggeri nagrał solowo 29 albumów oraz 39 singli i EP-ek.

### Albumy
- 1981 – Champagne Molotov
- 1983 – Polvere
- 1984 – Presente - Studio / Live
- 1985 – Tutto scorre
- 1986 – Enrico VIII
- 1986 – Difesa francese
- 1987 – Vai Rrouge (live)
- 1988 – La Parola ai testimoni
- 1989 – Contatti
- 1990 – Il falco e il gabbiano
- 1991 – Peter Pan
- 1994 – Oggetti smarriti
- 1996 – Fango e stelle
- 1997 – Domani è un altro giorno
- 1998 – La gente con alma
- 1999 – L'isola dei tesori
- 2000 – L'uomo che vola
- 2003 – Gli occhi del musicista
- 2004 – Punk prima di te
- 2005 – Amore e guerra
- 2007 – Enrico Ruggeri/Andrea Mirò e Quei Bravi Ragazzi: Il regalo di Natale
- 2008 – Rock Show
- 2009 – Enrico Ruggeri live
- 2009 – All in - L'ultima follia di Enrico Ruggeri (3CD)
- 2010 – La ruota
- 2012 – Le canzoni ai testimoni
- 2013 – Frankenstein[14]
- 2014 – Frankenstein 2.0[15]
- 2015 – Pezzi di vita (2CD)
- 2016 - Un Viaggio Incredibile (2CD)

### Albumy kompilacyjne
- 1990 – bez tytułu (Ivano Fossati/Enrico Ruggeri)
- 1993 – La giostra della memoria
- 1997 – Antologia (2CD)
- 2001 – La vie en rouge (In concerto)
- 2001 – I successi
- 2006 – Cuore muscoli e cervello
- 2006 – Tutto Ruggeri - Rien ne va plus
- 2010 – Original Album Series (box 5CD)

### Single i EP-ki
- 1981 – „Señorita”/„Rocky Woman” (z Amii Stewart)
- 1981 – „Señorita” (EP)
- 1983 – „Polvere”/„Non cercare il sole”
- 1983 – „Rock 'N' Roll/„Gone Away” (promo, z Eugenio Bennato)
- 1984 – „Nuovo swing”/ „Vecchia Europa”
- 1985 – „Confusi in un playback”/„Con la memoria” (z Mimmo Locasciullim)
- 1985 – „Poco più di niente”/„La prima sigaretta”
- 1986 – „Non è più la sera”
- 1986 – „Innamoratissimo ( Tu che fai battere forte il mio cuore)” (Righeira)/– „Rien ne va plus” (Enrico Ruggeri)
- 1986 – „Midnight Lady” (Chris Norman/„Non è più la sera” (Enrico Ruggeri)
- 1987 – „Si può dare di più”/„La canzone della verità” (z Umbertem Tozzim i Giannim Morandim)
- 1987 – „Non finirà”/„La partecipazione”
- 1988 – „Giorni randagi”/„Cuba” (live in Toronto)/„C’è la neve” (Live In Toronto)
- 1988 – „Enrico Ruggeri in concerto” (EP)
- 1989 – „Che temperamento!” (Enrico Ruggeri)/„Figlio unico” (Francesco Baccini)
- 1989 – „Under The Sun” (Rockets/ „Nuovo swing” (Enrico Ruggeri)
- 1990 – Pooh Featuring Eros Ramazzotti, Enrico Ruggeri, Raf and Umberto Tozzi – „Tu vivrai”/

„Non solo musica” (Pooh)/ „Che vuoi che sia” (Pooh)
- 1990 – „Tell Me Why (Te ne vai!)” (Lorimeri)/ „Ti avrò” (Enrico Ruggeri)
- 1990 – „Notte di stelle”/„Punk (prima di te)”
- 1990 – „Ti avrò”/– „Il volo del falco e del gabbiano”
- 1991 – „Peter Pan”/„Il volo di Peter Pan” (X Version)/ „Peter Pan”
- 1991 – „Peter Pan” (Enrico Ruggeri)/„Silent All These Years” (Tori Amos)
- 1991 – „Gloria” (Italian Remix) (Umberto Tozzi)/ „Polvere” (Italian Remix) (Enrico Ruggeri)
- 1992 – „Trans”/„Generazione combustibile”/„Punk (prima di te)”
- 1993 – „Sole d'Europa”/„Bianca Balena” (winyl)
- 1993 – „Sole d'Europa”/„Bianca Balena” (CD)
- 1993 – „Bianca Balena” (Enrico Ruggeri)/„Arcobaleno” (Rossana Casale)
- 1993 – „Mistero”/„La medesima canzone”/„Quello che le donne non dicono”
- 1993 – „Maudit” (Litfiba/„Mistero” (Enrico Ruggeri) (winyl, promo)
- 1996 – „L’amore è un attimo” (CD, promo)
- 1997 – „Gente di cuore” (CD, promo)
- 1998 – „I dubbi dell'amore”
- 1999 – „Grande amore” (Mina/ „Anna e il freddo che fa” (Enrico Ruggeri)
- 1999 – „Anna e il freddo che fa” (Enrico Ruggeri/Andrea Mirò)
- 2000 – „Niño No” – remix
- 2003 – „Nessuno tocchi Caino” (Enrico Ruggeri/Andrea Mirò)
- rok nieznany – „Il mare d'inverno”/„Vivo da re” (live)